# Jean Paul Sirven
Jean Paul Sirven (* 1709; † 1777) war ein protestantischer Notar aus dem südfranzösischen Castres.
Er wurde 1764 wegen angeblicher Ermordung einer seiner Töchter in Abwesenheit zum Tode verurteilt, 1771 aber freigesprochen. Sein Name ist verbunden mit dem von Voltaire, der die Wiederaufnahme des Prozesses durch das Parlement von Toulouse und den Freispruch erkämpfte.
Die betreffende Tochter, die mittlere von dreien und geistig behindert, war 1760 spurlos verschwunden. Die Nachforschungen der Eltern hatten schließlich ergeben, dass die 21-Jährige in ein Kloster der Dames Noires (dt. Schwarze Damen) verbracht worden war, eines Nonnenordens, der 1684 gegründet worden war, um Töchter aus protestantischen Familien zu Katholikinnen umzuerziehen. Da sich die Umerziehung der jungen Frau aufgrund ihrer Behinderung als sinnlos erwies, gab man dem Drängen der Eltern nach einigen Monaten nach und ließ sie frei, allerdings in einem Zustand völliger Verwirrung.
Sirven war empört über die sichtlich schlechte Behandlung seiner Tochter im Kloster. Als er seiner Empörung öffentlich Luft machte, wurde er beschuldigt, sie herausgeholt zu haben, um ihren Übertritt zum Katholizismus zu verhindern. Er wurde gerichtlich dazu verurteilt, ihr freien Zugang zum Kloster zu gewähren und sie selber zu Gottesdiensten dorthin zu bringen.
Sirven und seine Familie zogen es jedoch vor, Castres zu verlassen und an einen anderen Ort, Saint Alby (nahe Mazamet), umzuziehen (1762). Dort verschwand die Tochter mehrere Monate später erneut. Kurz darauf, Anfang 1763, fand man sie tot in einem Gewässer.
Eine ärztliche Untersuchung ergab, dass die Leiche keine Spuren von Gewalt aufwies. Trotzdem wurde Sirven des Mordes verdächtigt und das städtische Gericht von Mazamet erließ einen Haftbefehl gegen die gesamte Familie. Da diese sich rechtzeitig in die Schweiz gerettet hatte, wurde ihr der Prozess in Abwesenheit gemacht. Sirven wurde zum Tod auf dem Rad verurteilt, seine Frau zum Tod durch den Strang und die Töchter zu Verbannungsstrafen (1764).
In Lausanne, wo er nun lebte, nahm Sirven Kontakt zu Voltaire auf, der sich gerade in der ähnlich gelagerten Calas-Affäre engagiert hatte. Nachdem Voltaire den Sachverhalt nachgeprüft hatte, veröffentlichte er 1766 die Broschüre Avis au public sur les parricides imputés aux Calas et aux Sirven (dt. Mitteilung an das Publikum betreffs der den Calas und den Sirvens vorgeworfenen Verwandtenmorde). Zugleich verschickte er Exemplare der Schrift an zahlreiche einflussreiche Persönlichkeiten in Frankreich und im Ausland.
Zwar erklärte sich der Kronrat in Paris, der sich daraufhin Anfang 1768 mit dem Fall befasste, für unzuständig, doch fand sich wenig später das zuständige Oberste Gericht, das Parlement von Toulouse, bereit, ihn wieder aufzurollen, allerdings unter der Bedingung, dass Sirven (seine Frau war inzwischen gestorben) sich dem Haftbefehl von 1764 stellte. Dieser ging das Risiko ein (1769), bekam noch im selben Jahr Haftverschonung gewährt und wurde 1771 schließlich freigesprochen und rehabilitiert. Die Stadt Mazamet wurde zur Zahlung einer Entschädigung verurteilt.
Sirvens Dankesbrief an Voltaire ist erhalten.